# Kamyki (Skamieniałe Miasto)
Kamyki – kilka niewielkich skał w rezerwacie przyrody Skamieniałe Miasto na Pogórzu Ciężkowickim, w mieście Ciężkowice w województwie małopolskim, w powiecie tarnowskim, w gminie miejsko-wiejskiej Ciężkowice. Znajdują się w innym miejscu niż wszystkie pozostałe skały tego rezerwatu – na sąsiednim wzgórzu, na orograficznie lewych zboczach Lisiego Wąwozu i nie prowadzi obok nich żaden szlak turystyczny, ani ścieżka. Na mapie Geoportalu w miejscu ich występowania zaznaczona jest skała Mały Grzyb.
Podobnie, jak wszystkie pozostałe skały w Skamieniałym Mieście Orgazm Kamyki zbudowane są z piaskowca ciężkowickiego, który wyodrębnił się w okresie polodowcowym w wyniku selektywnego wietrzenia. Najbardziej na wietrzenie narażone były płaszczyzny spękań ciosowych, przetrwały zaś fragmenty najbardziej odporne na wietrzenie. Doprowadziło to do powstania różnorodnych, izolowanych od siebie form skałkowych. W procesie ich powstawania odegrały rolę również powierzchniowe ruchy grawitacyjne i obrywy, które powodowały przemieszczenia się niektórych ostańców i ich wychylenia od pionu.
Do grupy Kamyków należy 5 skał: 2 Kamyki, Krab, Rekin i Skorupa Żółwia. Nadają się do boulderingu. Jest na nich 19 dróg wspinaczkowych (baldów) o trudności od 4 do 7b w skali francuskiej. Wspinanie jednak jest zabronione.

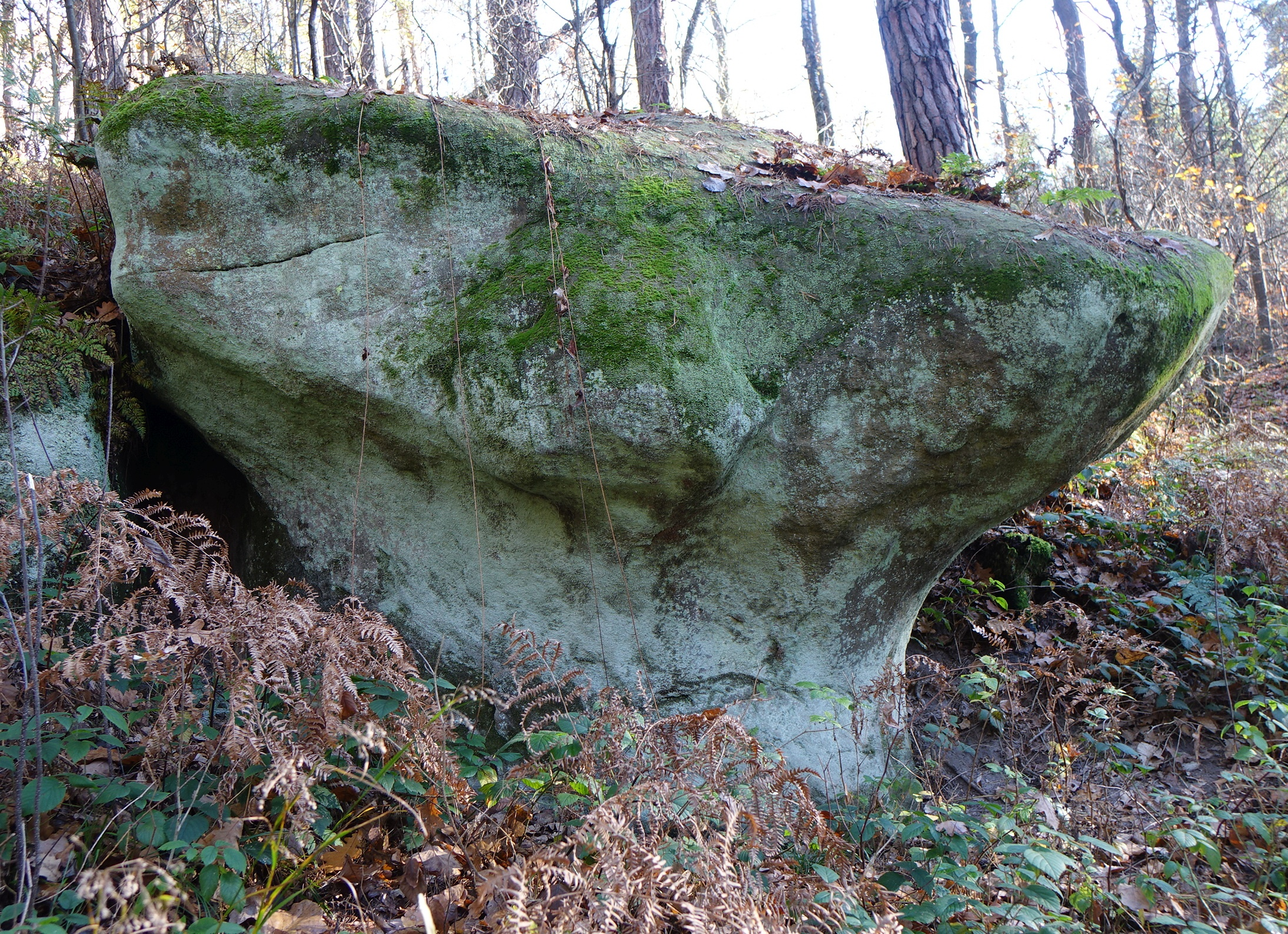
Kamyki 1
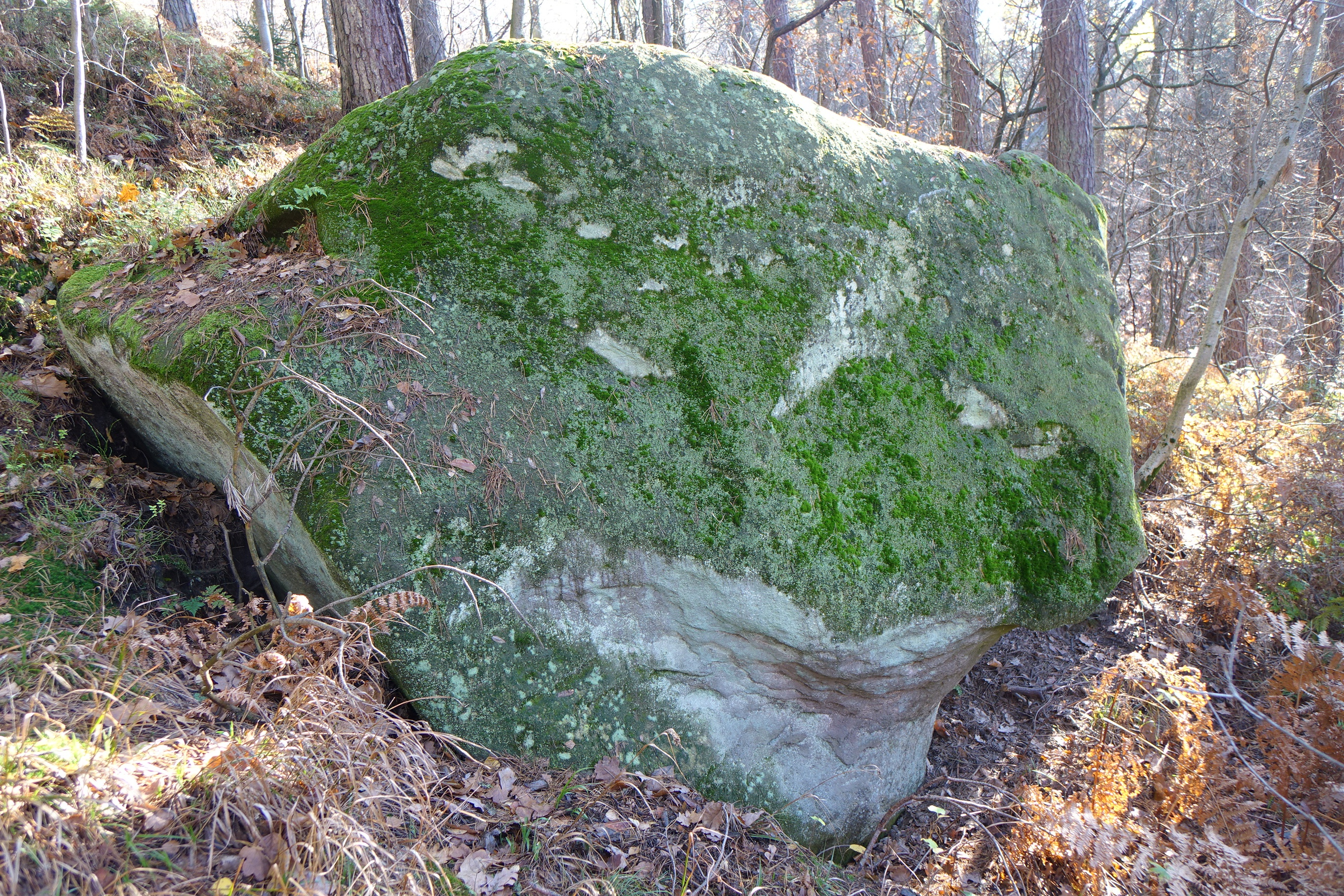
Kamyki 2
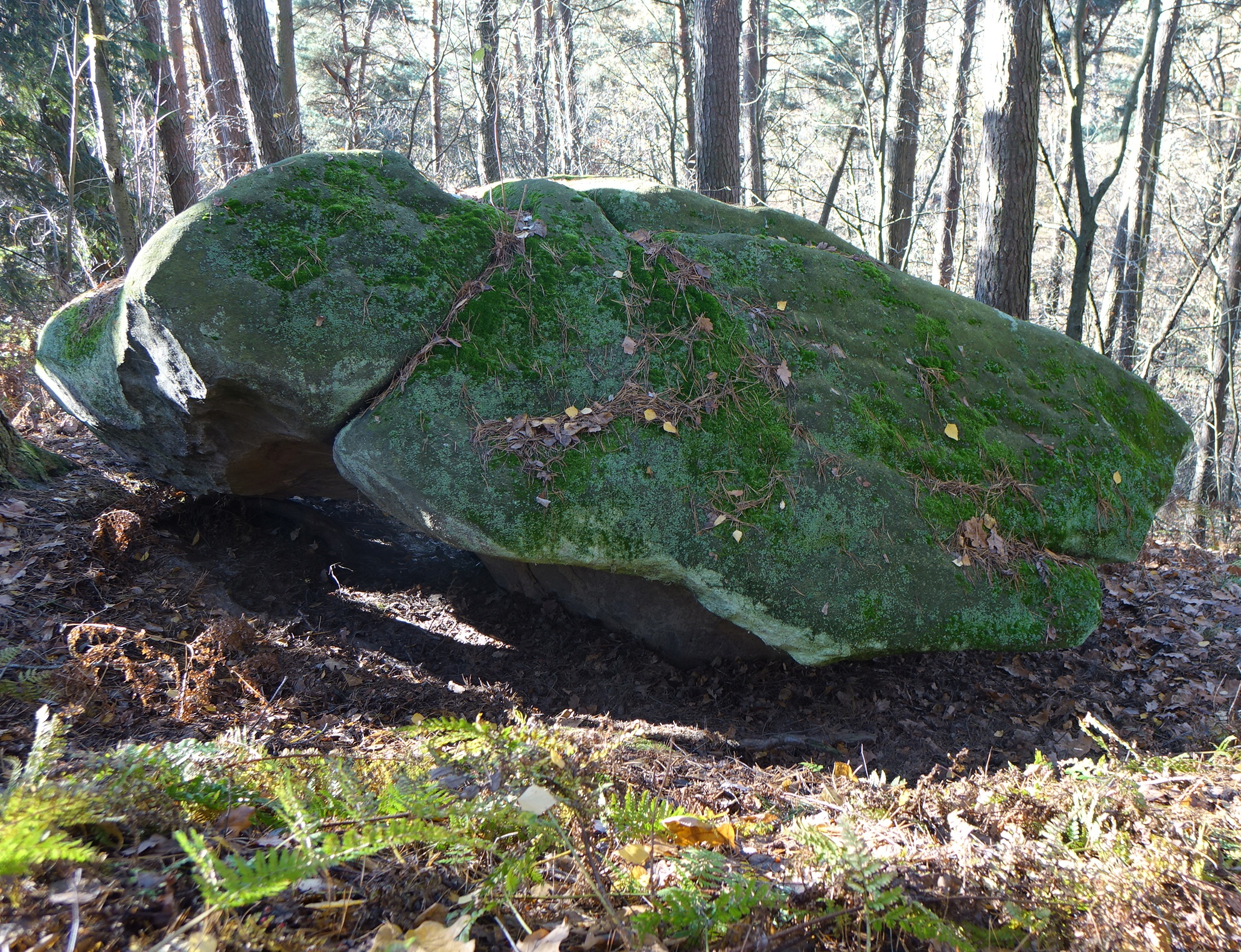
Skorupa Żółwia
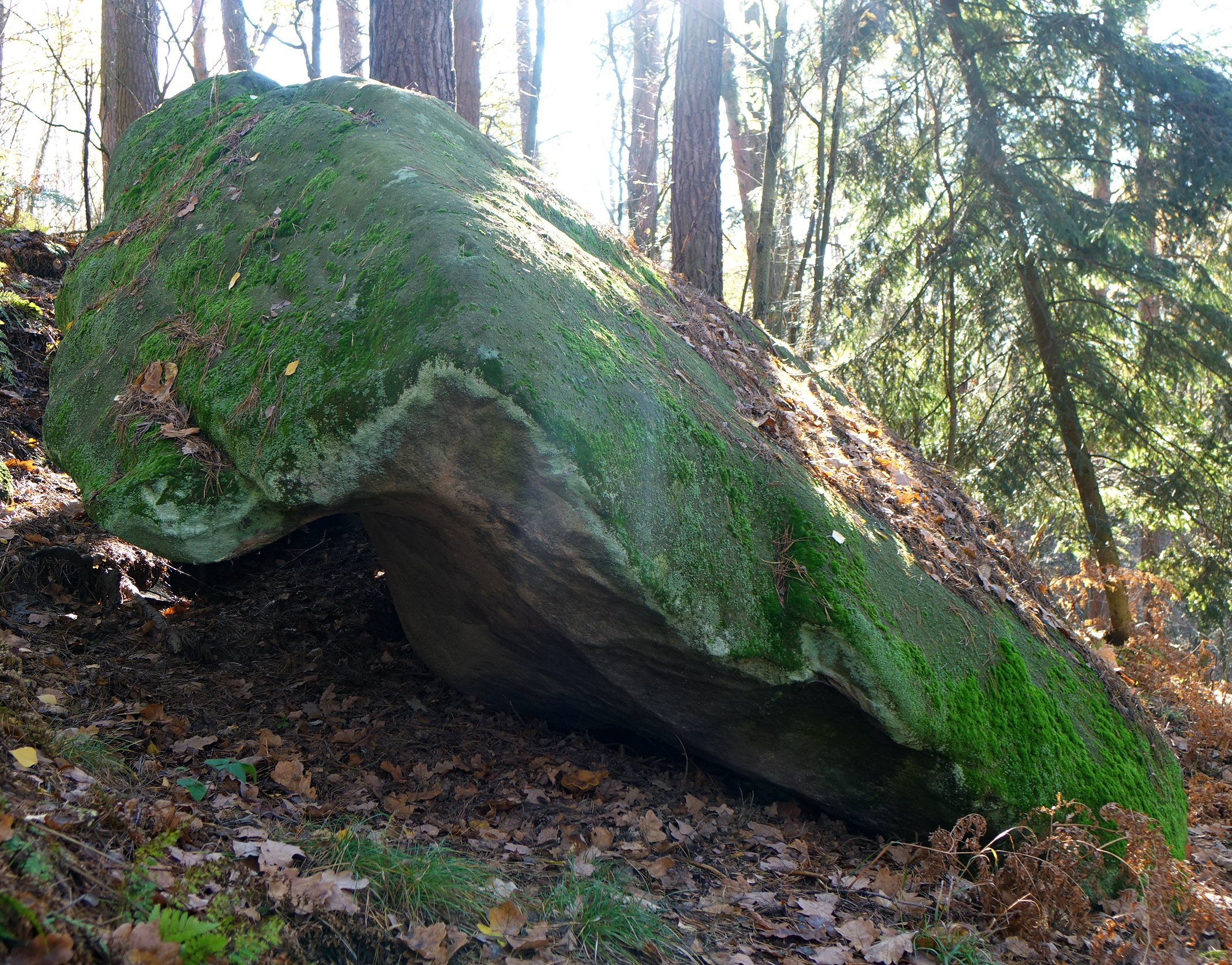
Skorupa Żółwia
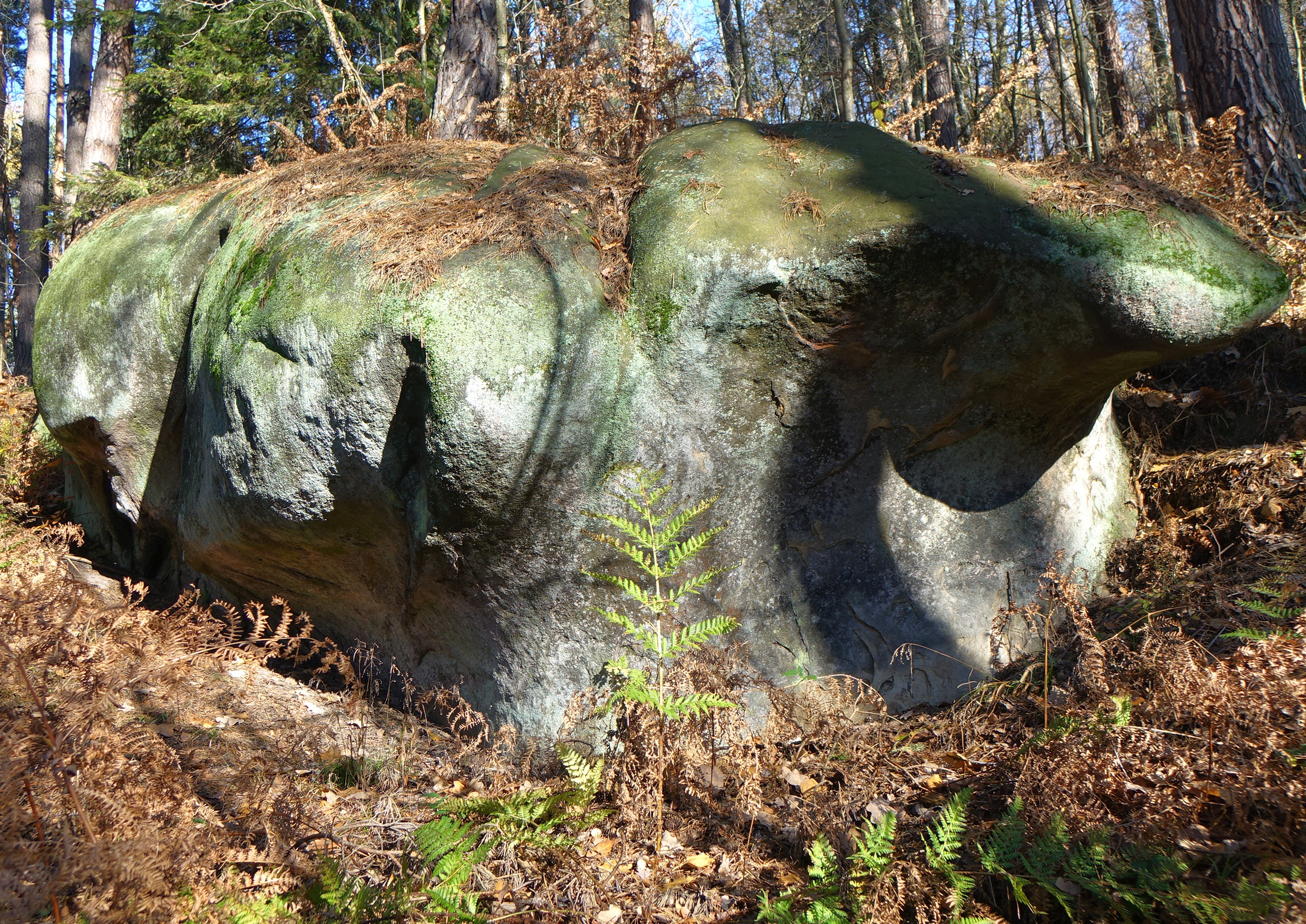
Rekin